# Teknisk högskola i Sverige
En teknisk högskola är inom Sverige en högskola som har tekniskt vetenskapsområde och därmed rätt att bedriva forskarutbildning inom teknik. Vanligtvis bedrivs även civilingenjörsutbildning, vilket brukar vara den dominerande verksamheten. Även den tekniska fakulteten vid ett universitet kallas ibland för teknisk högskola. Teknisk högskola kan också vara den enhet inom en oftast teknisk-naturvetenskaplig fakultet som ansvarar för civil- och högskoleingenjörsutbildning. Avgränsningen mellan de olika varianterna är ofta flytande.
Den tekniska fakulteten omfattar tekniska ämnen som elektronik, hållfasthetslära och reglerteknik men kan ofta omfatta naturvetenskapliga ämnen och matematik.
Ett universitet med tonvikt på teknisk forskning och utbildning kallas tekniskt universitet. Det enda svenska universitet som använder uttrycket i namnet är Luleå tekniska universitet, men även Kungliga tekniska högskolan (KTH) kallar sig numera ibland för "tekniskt universitet", och Chalmers tekniska högskola har länge använt sig av Chalmers university of technology som engelsk översättning av sitt namn.

## Begreppets historia i Sverige
Begreppet teknisk högskola har till svenska språket lånats in från tyskans Technische Hochschule, och betecknade ursprungligen en högre skola för kvalificerad ingenjörsutbildning snarare än en högskola eller ett universitet som även ägnade sig åt forskning. Det i Stockholm belägna och 1827 grundade Teknologiska institutet bytte 1877 namn till Tekniska högskolan, och var fram till 1937 den enda svenska högskola som kallades teknisk högskola. 1937 uppgraderades Chalmers tekniska institut i Göteborg till teknisk högskola, och Tekniska högskolan i Stockholm kom ofta att betecknas Kungliga Tekniska Högskolan för att skilja dem åt.
Från början av 1900-talet har även forskning och forskarutbildning varit ett naturligt inslag i de större tekniska högskolornas verksamhet, och teknisk doktorsgrad kunde avläggas vid KTH från 1927. I det tyskspråkiga området har från 1970-talet de flesta tekniska högskolor döpts om till tekniska universitet, Technische Universität, för att markera att deras verksamhet är likställd de övriga universiteten. Denna utveckling har senare i viss utsträckning även nått även det svenskspråkiga området.
Det tidigare utnyttjade svenska begreppen, teknologiskt institut (KTH) eller tekniskt institut (Chalmers), är fortfarande vanligt förekommande på engelska, särskilt amerikansk engelska, i form av institute of technology. Medan namnbytet till teknisk högskola på svenska becknade en "uppgradering", tycks det på engelska inte finnas några associationer av att "instituten" står lägre i rang. Exempel är Massachusetts Institute of Technology  (MIT) och California Institute of Technology (Caltech) i Pasadena, som båda är mycket välrenommerade.
På franska, engelska (kanske särskilt brittisk engelska) och flera andra språk finns också (eller har funnits) begreppet "polyteknisk skola" (école polytechnique, polytechnic, polytechnic institute, Polytechnikum) med motsvarande innebörd. Begreppet polyteknisk skola, som egentligen aldrig har utnyttjats i Sverige, indikerar att den bedriver utbildning inom många (grekiska poly) teknikområden. Begreppet kommer sig av att de äldsta tekniska utbildningarna bedrevs vid skolor med ett snävare program, såsom bergsskolor, mekaniska skolor och byggnadsskolor, till skillnad från de senare bildade polytekniska skolorna. Många av de äldsta tekniska högskolorna kan räkna denna typ av "snävare" skolor som sina föregångare. KTH:s föregångare Teknologiska institutet (bildat 1827) bildades genom en utökning av Mekaniska skolan (1798) med bland annat ämnet kemi, och slogs senare ihop med Bergsskolan i Falun (1822) och utbildningen i väg- och vattenbyggnadskonst, "Civilingenjörskursen" (1851) vid Högre artilleriläroverket.

## Tekniska högskolor, tekniska universitet och övriga högskolor med ingenjörsutbildning

### Självständiga tekniska högskolor med universitetsstatus respektive tekniska universitet
Kriterium för statliga universitet: Upptagna som universitet i förteckningen i Högskoleförordningen (SFS 1993:100), bilaga 1. Kan utfärda examina i grundutbildning inklusive civilingenjörsexamen, samt i forskarutbildning
- Chalmers tekniska högskola, stiftelseägd
- Kungliga tekniska högskolan (KTH)
- Luleå tekniska universitet

### Tekniska högskolor som ingår som del av ett universitet
Kriterium: Fakulteter eller motsvarande som ingår som en del av universitet enligt förteckningen i Högskoleförordningen (SFS 1993:100), bilaga 1. Kan utfärda examina i grundutbildning inklusive civilingenjörsexamen, samt i forskarutbildning
- Linköpings tekniska högskola (del av Linköpings universitet)
- Lunds tekniska högskola (del av Lunds universitet)
- Tekniska högskolan vid Umeå universitet (del av Umeå universitet)
- Uppsala tekniska högskola inom teknisk-naturvetenskapliga fakulteten vid Uppsala universitet
- Civilingenjörsutbildningen vid Karlstads universitet
- Civilingenjörsutbildningen vid Mittuniversitetet

### Högskolor som ej har universitetsstatus, men som har tilldelats tekniskt vetenskapsområde
Kriterium: Upptagna som högskolor, ej universitet i förteckningen i Högskoleförordningen (SFS 1993:100), bilaga 1, men har tilldelats tekniskt vetenskapsområde av Högskoleverket. Kan utfärda examina i grundutbildning inklusive civilingenjörsexamen, samt i forskarutbildning inom sitt vetenskapsområde
- Blekinge tekniska högskola
- Mälardalens högskola

### Övriga högskolor med ingenjörsutbildning
Kan utfärda examina i grundutbildning, inklusive magister/master, men ej civilingenjörsexamen
- Tekniska högskolan i Jönköping (del av Högskolan i Jönköping), privat
- samt flera andra högskolor[specificera]